# Izoterma BET

Model adsorpcji wielowarstwowej

Porównanie izotermy BET z izotermą Langmuira

Izoterma BET, czyli izoterma Brunauera, Emmetta i Tellera – prosty model adsorpcji wielowarstwowej z fazy gazowej (pary) na powierzchni adsorbentu. W modelu zakłada się, że cząsteczki adsorbatu adsorbują się w sposób zlokalizowany, co oznacza, że nie mogą się przemieszczać po powierzchni dzięki silnym oddziaływaniom adsorbat-adsorbent (patrz izoterma Langmuira). Dzięki oddziaływaniom adsorbat-adsorbat (określonym poprzez wielkość ciepła skraplania adsorbatu) na zaadsorbowanych cząsteczkach mogą się „pionowo” adsorbować kolejne cząsteczki adsorbatu itd. Tak sformułowany model z reguły przewiduje adsorpcję wyższą niż obserwowana doświadczalnie. W ogólnym przypadku otrzymujemy równanie 3-parametrowe (ograniczenie grubości warstwy adsorpcyjnej do n-warstw, np. poprzez ograniczenia wynikające z wielkości porów lub rozmiaru przestrzeni międzyziarnowych). Po upraszczającym założeniu, że ilość warstw adsorpcyjnych może nie być niczym ograniczona, otrzymujemy 2-parametrowe klasyczne równanie BET.
Pomimo prostoty niezbyt realistycznych założeń, model ten właśnie dzięki swej prostocie osiągnął wielki sukces, stając się podstawą metody oznaczania powierzchni ciał stałych (niezbyt dokładne określenie „powierzchnię właściwą określono metodą BET”), zalecaną przez ISO i powszechnie stosowaną.
Równanie izotermy BET (dla nieskończenie wielu warstw adsorbatu):
{\displaystyle \theta _{BET}(x)=a/a_{m}={\frac {1}{1-x}}\left({\frac {Kx}{1+(K-1)x}}\right)\quad {}} (postać klasyczna),
{\displaystyle \theta _{BET}(x)=a/a_{m}={\frac {1}{1-x}}\left({\frac {\left[Kx/(1-x)\right]}{1+\left[Kx/(1-x)\right]}}\right)\quad {}} (postać przekształcona).
gdzie:
- {\displaystyle x=p/p_{s}} – ciśnienie względne ({\displaystyle p_{s}} – ciśnienie pary nasyconej),
- {\displaystyle \theta } – tzw. pokrycie powierzchni (inaczej adsorpcja względna); w modelu adsorpcji wielowarstwowej należy je traktować jako wielkość statystyczną, która może być większa od 1,
- {\displaystyle a_{m}} – pojemność monowarstwy,
- {\displaystyle K} – stała równowagi adsorpcji (najczęściej używa się tutaj symbolu C).

Równanie izotermy BET dla n-warstw adsorbatu, postać klasyczna:
{\displaystyle \theta _{n-BET}(x)=a/a_{m}={\frac {1}{1-x}}\left({\frac {Kx\left[1-(n+1)x^{n}+nx^{n+1}\right]}{1+(K-1)x-Kx^{n+1}}}\right),}
gdzie:
- {\displaystyle n} – maksymalna ilość warstw tworzących się przy adsorpcji.

Klasyczne równanie BET po przedstawieniu w postaci liniowej stanowi do dziś podstawę analizy powierzchni właściwej adsorbentów.
Klasyczna liniowa forma równania BET:
{\displaystyle {\frac {x}{a(1-x)}}={\frac {1}{a_{m}K}}+{\frac {(K-1)}{a_{m}K}}x,}
gdzie {\displaystyle a} i {\displaystyle x} są dostępne z doświadczenia.
Dane adsorpcji (w metodzie standardowej wykorzystuje się dane adsorpcji azotu w temperaturze ciekłego azotu, tzn. 77–78 K) wykreśla się we współrzędnych tego równania w zakresie ciśnień względnych x od 0,05 do 0,40. Jeżeli stwierdza się znaczącą nieliniowość ogranicza się stopniowo zakres ciśnień względnych aż do uzyskania liniowości, np. do 0,1–0,25.
Na podstawie wartości parametrów dopasowania linii prostej do danych doświadczalnych wyznacza się parametry {\displaystyle a_{m}} i {\displaystyle K.} Z reguły parametr pojemności monowarstwy adsorpcyjnej, am, jest zgodny z innymi metodami (różnice rzadko przekraczają 20%). Stała równowagi adsorpcji K (lub C) wyznaczona tą metodą może mieć nawet wartość ujemną, co jest pozbawione sensu fizycznego i może być uważane za artefakt metody dopasowania. W rzeczywistości tego rodzaju rozbieżności mogą się pojawić w przypadku adsorbentów silnie niejednorodnych (heterogenicznych) lub mikroporowatych. Metoda BET nie jest w stanie prawidłowo opisać całego przebiegu izotermy adsorpcji dla takich danych, jednak prawidłowo oddaje przebieg izotermy w obszarze krytycznym dla wyznaczania am.
Otrzymaną pojemność monowarstwy przelicza się na powierzchnię właściwą adsorbentu przy wykorzystaniu wartości tzw. powierzchni siadania cząsteczki azotu (σ = 0,162 nm²). Tak określoną powierzchnię właściwą często nazywa się też skrótowo powierzchnią BET adsorbentu.